# Chameleon (periodico)
Chameleon era una rivista di Oxford pubblicata nel 1894; vi collaborò anche Oscar Wilde e, tale collaborazione, gli causò uno dei capi d'accusa al suo primo processo in quanto nei suoi scritti si riscontravano temi correlati alla sodomia che all'epoca erano ritenuti reato. Ne uscì un unico numero.

## Storia
A Oxford già in passato si erano pubblicate alcune riviste con tematiche omosessuali, la prima fu di Alfred Douglas con il titolo di Spirit Lamp, in seguito Jack Bloxam concordandosi con George Ives decise di creare un'altra rivista, Chameleon, in onore dell'animale (camaleonte) che aveva la capacità di nascondersi come chi aveva, per costrizione, tale preferenze sessuali. Bloxam incontrò Wilde a casa di Ives (la stessa che compare nell'opera di Wilde L'importanza di chiamarsi Ernesto). La pubblicazione avvenne nel dicembre 1894.
Categoria:Pubblicazioni scomparse nel 1931
Le prime reazioni della critica furono negative come quelle di Jerome K. Leorme dove chiedeva l'intervento della polizia a tutela dei possibili lettori.
La rivista fu letta anche dal marchese di Queensberry, padre di Alfred Douglas, che malvedeva Wilde per via del suo rapporto con il proprio figlio. Al processo l'avvocato Carson interrogò Wilde sulle tematiche espresse nella rivista che Wilde negò essere correlate ad alcun atto di sodomia.

## Contenuti
All'interno della rivista furono pubblicati:
- "Due amori" poesia di Douglas dove parlava di due storie d'amore la prima eterosessuale, la seconda omosessuale
- "The Priest and the Acolyte" opera dello stesso Bloxam dove parlava dell'amore di un prete e un ragazzo finendo, una volta scoperti, con l'uccidersi.[3]
- "Phrases and Philosophies for the Use of the Young", una piccolissima raccolta di frasi di Wilde, che sotto forma di consigli per i giovani erano in realtà aforismi sulla vita.